# Auguste-Viktoria-Gymnasium Trier

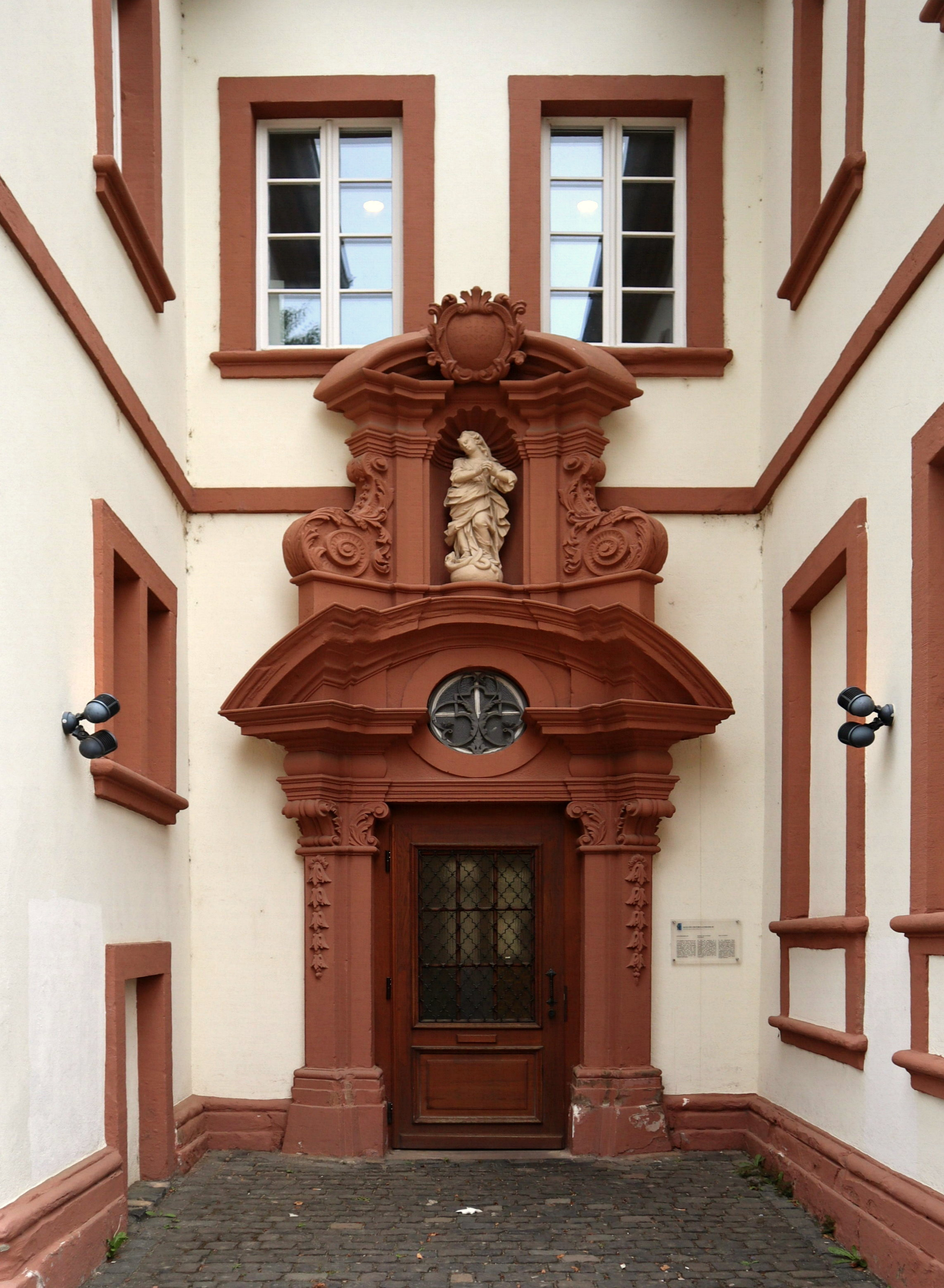
Barockportal des ehemaligen Kloster- und heutigen Schulgebäudes

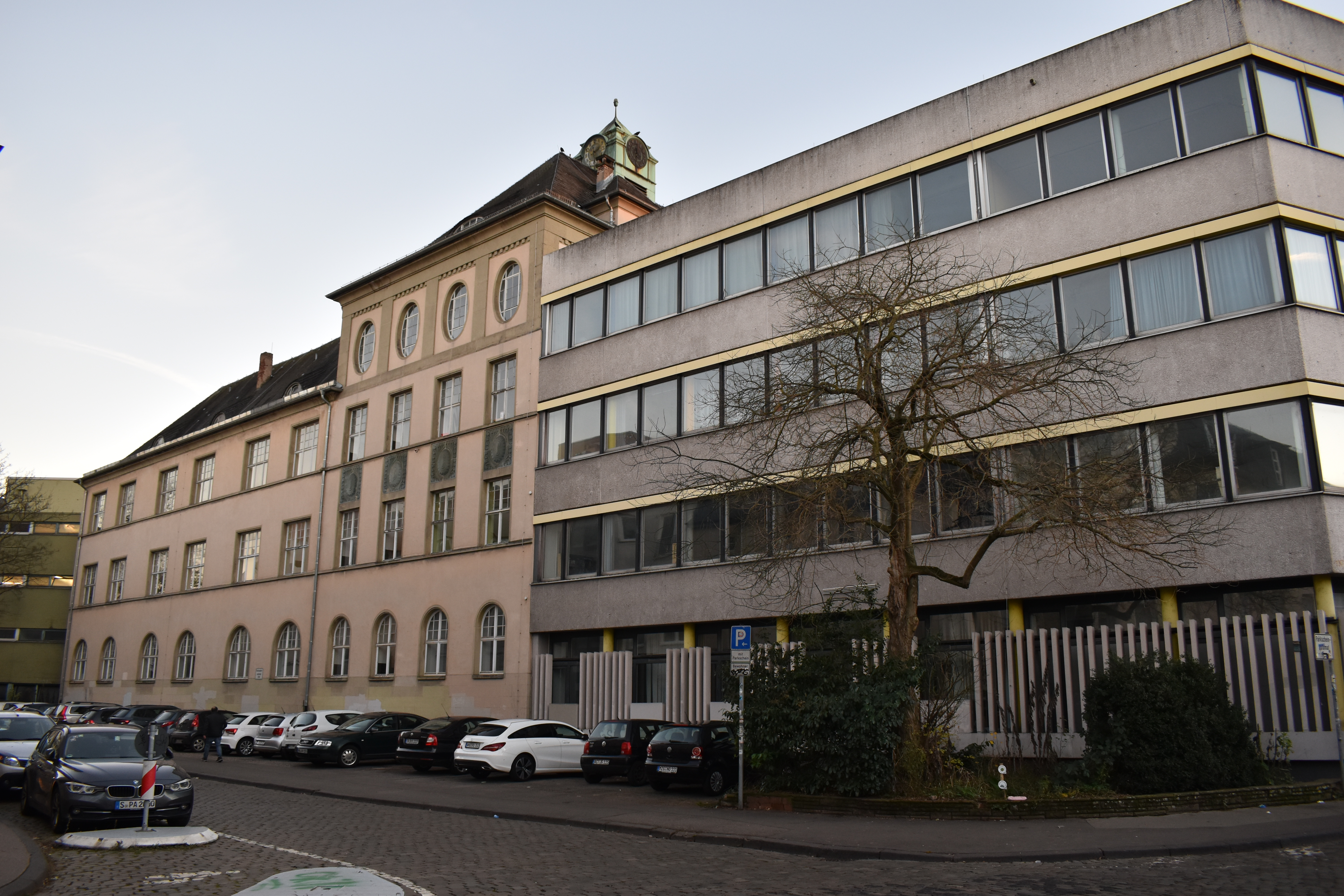
Deworabau von 1908 mit Neubau von 1970

Das Auguste-Viktoria-Gymnasium Trier (oft abgekürzt als AVG) in der rheinland-pfälzischen Stadt Trier ist ein Gymnasium, das 1879 als städtische Schule gegründet und bald danach verstaatlicht wurde.

## Geschichte
1652 gründeten Augustinerinnen aus Lothringen („Welschnonnen“) hier eine schulgeldfreie Mädchenschule. Nach der Auflösung des Klosters im Kulturkampf entstand am gleichen Standort zunächst eine paritätische städtische (1879), dann staatliche Schule, die seit 1913 den Namen Auguste-Viktoria-Schule bzw.-Gymnasium trägt, nach Auguste Viktoria, der Ehefrau von Kaiser Wilhelm II.
Die Schule besteht aus einem 1652 erbauten und noch heute genutzten Klostergebäude, welches 2010 bis Anfang 2016 saniert und barrierefrei ausgebaut wurde. 1908 wurde die St. Laurentius-Volksschule eröffnet, dessen Gebäude später von der Auguste-Viktoria-Schule übernommen wurde. Am 17. Januar 1970 wurde dort ein Neubau eingeweiht, für den der Südwestflügel des alten Gebäudes abgerissen wurde. Diese Gebäude befinden sich etwa 150 Meter vom Klostergebäude entfernt und dienen als Hauptgebäude.

## Profil
Die Schule ist ein Gymnasium mit bilingualem Zug und dem Schwerpunkt Mathematik-Informatik-Naturwissenschaften. Sie wird heute von Mädchen und Jungen besucht.
Im Juli 2004 erhielt das Auguste-Viktoria-Gymnasium vom Ministerium für Bildung, Frauen und Jugend den Auftrag nach Kaiserslautern und Mainz die dritte Schule für Hochbegabte/Internationale Schule in Rheinland-Pfalz aufzubauen. Der Start dieses Bildungsganges erfolgte mit Beginn des Schuljahrs 2005/2006.
Heute besuchen die fünfzügige Schule etwa 900 Jungen und Mädchen von der 5. bis zur 13. Klasse.

## UNESCO-Projektschule
Die Schule bemüht sich um Völkerverständigung in einer Vielzahl von Schulpartnerschaften und dem Engagement für Menschenrechte, Frieden und Umweltschutz, das 1996 durch die Anerkennung des AVG als unesco-projekt-schule ausgezeichnet wurde. Mit der Mitgliedschaft im Netzwerk von 4000 Schulen weltweit verpflichtet sich das AVG auch in Zukunft im Unterricht und in konkreten Aktionen weiter an der Verwirklichung der Unesco-Ziele zu arbeiten.
Das Auguste-Viktoria-Gymnasium Trier ist seit dem 11. September 1996 anerkannte unesco-projekt-schule. Damit gehört es zu einem weltweiten Netzwerk von Schulen, die sich den Anliegen der Vereinten Nationen und der UNESCO in besonderer Weise  verpflichtet fühlen. So beschäftigen sich die unesco-projekt-schulen besonders mit den Themen Menschenrechte und Frieden, interkulturelles Lernen, Umwelt und globale Entwicklung (siehe auch Leitlinien der unsesco-projekt-schulen).
Eingebunden in ein Netzwerk orientieren die unesco-projekt-schulen ihr Schulleben innerhalb und außerhalb des Unterrichts in besonderer Weise an den Ideen der internationalen Verständigung und des interkulturellen Lernens. Sie gehen davon aus, dass ein Verständnis der Menschen und Kulturen wünschenswert und möglich ist, dass das Verständnis der eigenen Kultur dadurch wächst und dass eine lebenswerte Zukunft in einer friedlichen Welt durch gemeinsames Handeln erreicht werden kann.
unesco-projekt-schulen ermöglichen das Lernen unter Einbeziehung neuer Medien, außerschulischer Lernorte, vielfältiger Personengruppen in fächerübergreifenden Strukturen. Sie beziehen alle an der Gestaltung von Schule beteiligten Gruppen bei Entscheidungen und Veränderungen mit ein und entwickeln Handlungsstrategien in gesellschaftlichen Problemsituationen, initiieren und beteiligen sich konkret an Aktionen zur Bewusstmachung oder Lösung gesellschaftlicher Probleme.
Ein Beispiel für die Erziehung zum Frieden und zur Verständigungsbereitschaft ist das „Internationale Jahr für eine Kultur des Friedens“, das die Vereinten Nationen und die UNESCO im Jahr 2000 begingen. Die deutschen unesco-projekt-schulen und das AVG nahmen daran durch die Gestaltung eines Projekttages der Solidarität unter dem Thema „Nachhaltige Entwicklung – Wege zu einer Kultur des Friedens“ teil.
Eine weitere Entfaltung des Themas „Nachhaltigkeit“ findet im Rahmen eines bundesweiten Förderprogramms der Bund-Länder-Kommission für Bildungsplanung und Forschungsförderung (BLK) sowie des Bildungsministeriums in Mainz statt. Als eine von sieben rheinland-pfälzischen Schulen wurde das AVG mit einem Unterstützungsprojekt für Schulbildung in Indien unter dem Thema „Globale soziale Gerechtigkeit“ für die Teilnahme an diesem Projekt ausgewählt. Für die Entwicklung des Projektes, dessen Dokumentation und die Erstellung von Handreichungen für andere Schulen wird das AVG mit zusätzlichen Lehrerstunden und einem kleinen Etat gefördert.
Konkret unterstützt das AVG eine bereits bestehende Schule in Cowdally und weitere neue Schulbauten. Ein großes Schulfest und eine Fersengeldaktion erbrachten insgesamt 40.000 DM, die in die Förderung der Schulbildung in Indien fließen. Ein neuer Verein „Indienpartnerschaft des AVG – für eine nachhaltige Entwicklung“ soll weitere Gelder und Unterstützung mobilisieren.

## Projekte
Die Schule engagiert sich erfolgreich an Schulbauprojekten in Indien. 1996 wurde sie dafür in den Kreis der UNESCO-Projektschulen aufgenommen, die sich für Nachhaltigkeit und Gerechtigkeit einsetzen. Das AVG baute Schulen in Cowdali und hilft außerdem armen Menschen mithilfe eines Milchkuhprojektes.
Das Gymnasium nimmt darüber hinaus an Comenius-Regio-Projekten teil.

## Bekannte Personen
- Johannes von den Driesch (Schulleiter 1919–1925)
- Joachim Theis (deutscher Theologe und Religionslehrer 1983–2005)
- Anton Viktor Wyrobisch (deutscher Theologe und Religionslehrer 1987–2011)
- Ingeborg Sahler-Fesel (Politikerin, Abitur 1975)
- Karl-Heinz Frieden (Politiker, Abitur 1976)
- Horst Köhler alias Guildo Horn (Schlagersänger, Abitur 1983)
- Kristina Krewer (Leistungssportlerin, Abitur 2009)
- Anna Monz (Handballspielerin, Abitur 2009)
- Richard Schmidt (Olympiasieger 2012 Ruderachter der Männer in London)
- Christine Langenfeld (Richterin des Bundesverfassungsgerichts als Nachfolgerin von Herbert Landau)
- Robert Horsch (Sport- und Erdkundelehrer, ehemaliger Tischtennis-Nationalspieler)
- Xaver Jung (ehemaliger Lehrer, MdB)

## Trivia
1977 diente die Schule als Drehort für die ZDF-Jugendserie Schulbus 13.